# دلیا بوکاردو
دلیا بوکاردو (ایتالیایی: Delia Boccardo؛ زادهٔ ۲۹ ژانویهٔ ۱۹۴۸) بازیگر اهل ایتالیا است. 
از فیلم‌هایی که وی در آنها نقش داشته‌است می‌توان به افسون،  مرگ در لاردو پرسه می‌زند، یک کارآگاه، راز صحرا، نوستالگیا، اقدام بی‌سروصدا و آخرین روز مدرسه پیش از کریسمس اشاره کرد.